# Brahea
Brahea es un género con once especies de plantas con flores perteneciente a la familia  de las palmeras (Arecaceae).  

## Distribución
Son originarias de México y América Central.  Una especie (Brahea edulis) es endémica de la isla de Guadalupe, cerca de Baja California, y otras dos especies (Brahea dulcis y Brahea nitida) se distribuyen por Honduras, Guatemala, Belice, Nicaragua y El Salvador.
Crece de forma natural en el desierto semiárido, en lugares rocosos con una vegetación baja.   Sin embargo, algunas especies como dulcis, pimo, nitida y moorei pueden crecer con sombra parcial.
El género incluye especies que son resistentes al frío, de modo que tres de ellas son cultivadas y bastante comunes en Europa y en otros lugares de clima templado.

## Descripción
Todas las especies tienen grandes hojas en forma de abanico.

## Taxonomía
El género fue descrito por  Carl Friedrich Philipp von Martius y publicado en Genera Plantarum 252. 1837. La especie tipo es: Brahea dulcis (Kunth) Mart., 1838.
Etimología
Brahea: nombre genérico otorgado en honor del astrónomo danés, Tycho Brahe (1546–1601).

## Especies seleccionadas
- Brahea aculeata (Brandegee) H.E.Moore, 1980.
- Brahea armata S.Watson, 1876.
- Brahea brandegeei (Purpus) H.E.Moore, 1975.
- Brahea calcarea Liebm. in C.F.P.von Martius, 1853. syn. nitida
- Brahea decumbens Rzed., 1955.
- Brahea dulcis (Kunth) Mart., 1838.
- Brahea edulis H.Wendl. ex S.Watson, 1876.
- Brahea moorei L.H.Bailey ex H.E.Moore, 1951.
- Brahea pimo Becc., 1908.
- Brahea salvadorensis H.Wendl. ex Becc., 1908.
- Brahea sarukhanii H.J.Quero, 2000.